# Національний оркестр Радіо Румунії
Націона́льний орке́стр Ра́діо Руму́нії (рум. Orchestra Națională Radio) — румунський симфонічний оркестр. Заснований у 1928 р. при Радіо Румунії. Першим керівником оркестру став Михаїл Жора, ім'ям якого нині названий концертний зал-студія на 1000 місць, у якому оркестр виступає. З 1932 р., крім виступів по трансляції, оркестр став давати і концерти для публіки.
За роки існування оркестру за його пульт ставали такі диригенти, як Віллем Менгельберг Ігор Маркевич, Курт Мазур, Маттіас Манасі, Геннадій Рождественський, Лейф Сегерстам, як солісти, з оркестром виступали Монтсеррат Кабальє, Святослав Ріхтер, Еміль Гілельс, Ієгуді Менухін, Айзек Стерн, Давид Ойстрах, Мстислав Ростропович та інші міжнародні знаменитості, а також провідні румунські виконавці, в тому числі дебютували з оркестром у юному віці Іон Войко та Штефан Георгіу.
У дискографії оркестру переважають твори Джордже Енеску.